# Ellen J. Kullman
Ellen J. Kullman, née en janvier 1956 à Wilmington dans l'État du Delaware, est une femme d'affaires américaine. Ancienne directrice du groupe automobile américain General Motors, elle est aujourd'hui membre du conseil d'administration et présidente-directrice générale de la société DuPont. Le magazine Forbes l'a classée septième des cent femmes les plus puissantes du monde en 2009.

## Biographie

### Formation
Ellen J. Kullman est diplômée d'un Bachelor of Science en génie mécanique de l'Université Tufts (Somerville) en 1978 et d'un Master of Arts de l'Université Northwestern (Evanston) en 1983 . Elle a également obtenu un doctorat honorifique en sciences à l'Université d'Édimbourg. 

### Carrière
[à développer]
Ellen J. Kullman commence sa carrière au sein de General Electric avant d'intégrer l'entreprise E. I. du Pont de Nemours and Company, dit DuPont en 1988, en qualité de responsable marketing du pôle imagerie médicale. Par la suite, elle devient vice-présidente du Groupe et doit gérer les quatre plateformes commerciales de DuPont : Safety & Protection, Coatings & Color Technologies Group, Marketing & Sales et Safety and Sustainability. 
De 2004 à 2008, Ellen J. Kullman est directrice générale de General Motors. 
Du 1er octobre 2008 au 31 décembre 2008 elle est présidente-directrice générale de DuPont Performance Coatings. 
Depuis le 1er janvier 2009, elle est présidente-directrice générale de DuPont .
Elle a été contrainte à la retraite en octobre 2015, après la lutte menée contre les manœuvres du fonds de pension Trian Partners, qui conduisent au rapprochement entre DOW et Dupont à la fin de 2015.  Transaction en cours en juin 2016.

### Prix et distinctions
En 2009, Ellen J. Kullman est classée septième femme la plus puissante au monde, selon le classement du magazine Forbes. Elle reçoit aussi le prix Sellinger en tant que dirigeante-femme d'affaires de l'année.

### Vie privée
Elle est mariée et mère de 3 enfants. 